# Erioptera (Mesocyphona) subcynthia
Erioptera (Mesocyphona) subcynthia is een tweevleugelige uit de familie steltmuggen (Limoniidae). De soort komt voor in het Neotropisch gebied.